# Neustadt-Süd (Kolonia)
Neustadt-Süd , Köln-Neustadt-Süd  — dzielnica miasta Kolonia w Niemczech, w okręgu administracyjnym Innenstadt, w kraju związkowym Nadrenia Północna-Westfalia, na lewym brzegu Renu.